# Fällfors
För andra betydelser, se Fällfors (olika betydelser).
Fällfors är en småort i Fällfors distrikt (Byske socken) i Skellefteå kommun. Genom byn rinner Byskeälven med forsen Fällforsen. 

## Befolkningsutveckling
| Befolkningsutvecklingen i Fällfors 1950–2015  | Befolkningsutvecklingen i Fällfors 1950–2015 | Befolkningsutvecklingen i Fällfors 1950–2015 | Befolkningsutvecklingen i Fällfors 1950–2015 | Befolkningsutvecklingen i Fällfors 1950–2015 |
| --------------------------------------------- | -------------------------------------------- | -------------------------------------------- | -------------------------------------------- | -------------------------------------------- |
|                                               |                                              |                                              |                                              |                                              |
| År                                            |                                              |                                              | Folkmängd                                    | Areal (ha)                                   |
| 1950                                          | 1950                                         |                                              | 267                                          |                                              |
| 1960                                          | 1960                                         |                                              | 271                                          |                                              |
| 1965                                          | 1965                                         |                                              | 274                                          |                                              |
| 1970                                          | 1970                                         |                                              | 284                                          |                                              |
| 1975                                          | 1975                                         |                                              | 219                                          |                                              |
| 1980                                          | 1980                                         |                                              | 225                                          | 27                                           |
| 1990                                          | 1990                                         |                                              | 221                                          | 28                                           |
| 1995                                          | 1995                                         |                                              | 177                                          | 39#                                          |
| 2000                                          | 2000                                         |                                              | 182                                          | 33#                                          |
| 2005                                          | 2005                                         |                                              | 158                                          | 33#                                          |
| 2010                                          | 2010                                         |                                              | 146                                          | 34#                                          |
| 2015                                          | 2015                                         |                                              | 135                                          | 55#                                          |
| Anm.: Upphörde som tätort 1995. # Som småort. |                                              |                                              |                                              |                                              |

## Samhället
I Fällfors finns, kyrka, förskola samt camping och fiske- & aktivitetscenter. Tidigare har det funnits grundskola, bageri, bibliotek, grill, affär och kiosk.
Fällfors hade tidigare en kooperativ lanthandel, åtminstone från 1930-talet tillhörande Byske kooperativa handelsförening. Byske kooperativa uppgick med tiden i Konsum Nord som år 2005 beslutade att lägga ner butiken i Fällfors. I juni 2006 öppnade Fällforsboa som en ny lanthandel i Konsums gamla lokal, delvis som en del av satsningen på Byske Laxdal. Affären lades åter ner i augusti 2008.

## Marranäsvältan
Marranäsvältan är en nipa med upp till 50 meter höga erosionsbranter som ligger strax söder om orten.  Sedan isälvar och havet möttes i området, finns stora mängder sand inlagrat i marken. Under Marranäsvältan finns en grundvattenström som tar med sig sand, grus och finare material ned mot älven. Under åren har denna rännil grävt ur en ca 160 meter lång och 30 meter djup ravin som fortsätter att växa bakåt i västligt riktning och idag har närmat sig vägen mellan Fällfors och Norrlångträsk.